# Lễ hội Mùa xuân (người Êđê)
Lễ hội Mùa xuân của người Êđê hay Lễ hội mừng lúa mới là lễ hội mà người Êđê tổ chức sau mùa gặt hái, đón năm mới. Một số dân tộc ở Tây Nguyên khác, như Gia Rai, Ba Na, Xơ-đăng, M'Nông, cũng có lễ hội tương tự.
Vào dịp này, mọi gia đình đều khẩn trương đưa lúa về chòi và rước hồn lúa về nhà, đồng thời tổ chức lễ ăn cơm mới để tạ ơn trời đất, thần lúa, ông bà tổ tiên đã cho một mùa lúa bội thu và cầu mong một mùa mới thóc lúa đầy nhà. Là mùa "ăn năm uống tháng", mùa sinh hoạt văn hoá cộng đồng, mùa giao lưu văn hóa, mùa tìm bạn đời của những chàng trai cô gái. Mùa mà cả cộng đồng nghỉ ngơi, vui chơi thỏa thích.

## Thời gian
Các lễ hội bắt đầu từ cuối tháng 12 năm cũ đến hết tháng 3 dương lịch-năm mới. Trong lễ hội các buôn người ta mời các buôn làng gần xa đến dự, cứ lần lượt diễn ra trong suốt bảy ngày đêm. Do các già làng chủ trì trong các buôn làng của mình.

## Lễ
Theo phong tục của các dân tộc Tây Nguyên, hàng năm vào dịp kết thúc một mùa rẫy là các dân tộc nơi đây cùng tổ chức lễ hội đón năm mới (gọi là mùa ăn năm, uống tháng). Sau lễ ăn cơm mới, các buôn làng tổ chức lễ cúng bến nước, để cầu mong mưa thuận, gió hòa, nguồn nước dồi dào, trong lành, mọi người khỏe mạnh, nhà nhà nhiều lúa, bắp, trâu, bò, heo, gà. Là một lễ lớn của mọi buôn làng, nhằm góp phần bảo vệ môi trường sinh thái, bảo vệ nguồn sống của cộng đồng, đồng thời nhắc nhở mọi người phải có ý thức bảo vệ rừng, đất đai, nguồn nước… vì đó là tài sản quý giá nhất từ bao đời của ông cha để lại.
Có các lễ khác:
- Lễ bỏ mả cho người quá cố. Đây là một lễ lớn trong vòng đời người, nên hầu hết các dân tộc đều tổ chức rất chu đáo.
- Lễ hiến sinh (giết trâu) cúng thần linh và người quá cố.
- Lễ kết nghĩa anh em, lễ cưới, lễ trưởng thành, lễ cúng sức khỏe cho mọi thành viên trong cộng đồng.
- Lễ cúng hòn đá bếp (vì thần đã giúp gia chủ một năm no đủ), làm lễ cúng hòn đá cổng buôn làng (vì thần đã gìn giữ buôn làng một năm yên ổn, không có ai đói nghèo, bệnh tật) và cúng sức khỏe cho những con vật nuôi trong gia đình (như voi, trâu, bò, heo, chó, mèo, dê, gà…) vì những con vật này là người bạn của con người, thiếu nó con người sẽ cảm thấy cô đơn, bé nhỏ trước thiên nhiên vũ trụ.
- Lễ cúng cầu mưa, cúng thần gió, cầu một năm mưa thuận gió hòa, làm ăn phát đạt, nhà nhà no ấm, hạnh phúc.

## Hội
Không khí lễ hội khắp các buôn làng càng lúc càng rộn ràng, náo nhiệt, tiếng chiêng, tiếng trống, vang khắp núi rừng. Người Êđê còn tổ chức các sinh hoạt văn hóa như kể khan (sử thi), thổi kèn đing năm, đing Ktút, múa chim grứ, hát dân ca…
Có các lễ phụ trong hội:
- Lễ đón bạn
- Lễ cúng hồn lúa
- Lễ khóc trâu
- Lễ đâm trâu
- Lễ tiễn bạn…

## Hai hệ thống lễ nghi lớn
Lễ lớn vòng đời người và lễ hội nông nghiệp văn hóa lễ hội, văn hóa cồng chiêng, văn hóa giao tiếp, văn hóa ẩm thực, văn hóa sử thi, văn hóa cộng đồng và các trò chơi dân gian… Đồng thời cũng là mùa mà người già thông qua lễ hội để giáo dục cháu con về bản lĩnh kiên cường như Đăm San, Xing Nhã, về tình yêu buôn làng, núi rừng, đất nước. Để cho tiếng chiêng vang mãi khắp núi rừng Tây Nguyên khi mỗi độ xuân về.